# الكمال في أسماء الرجال
الكمال في أسماء الرجال، هو أحد كتب التراجم، وهو أول مصنف في رجال الكتب الستة وأصل «تهذيب الكمال» تصنيف الحافظ عبد الغني بن عبد الواحد المقدسي. المتوفي 600 هـ، ذكر فيه ما اشتملت عليه كتب الحديث الستة من الرجال، حيث لم يقتصر على شيوخهم بل تناول جميع الرواة المذكورين في هذه الكتب من الصحابة والتابعين وأتباعهم إلى شيوخ أصحاب الكتب الستة.

## نبذة عن المصنف
عبد الغني المقدسي (541 - 600 هـ = 1146 - 1203 م) حافظ للحديث، من العلماء برجاله. ولد في جماعيل (قرب نابلس) وانتقل صغيرا إلى دمشق. ثم رحل إلى الإسكندرية وأصبهان. وامتحن مرات. وتوفي بمصر، له مصنفات كثيرة منها:
«الكمال في أسماء الرجال» ذكر فيه ما اشتملت عليه كتب الحديث الستة من الرجال، «الدرة المضية في السيرة النبوية»، «المصباح» ثمانية وأربعون جزءا، «عمدة الأحكام من كلام خير الأنام»، «النصيحة في الأدعية الصحيحة»، «أشراط الساعة»

## منهج المصنف
أما نطاق الكتاب ومنهجه فيمكن تلخيصه بما يأتي:
- اجتهد المصنف أن يستوعب جميع رجال الكتب الستة غاية الإمكان، لكنه قال: « غير أنه لا يمكن دعوى الإحاطة بجميع ما فيها، لاختلاف النسخ، وقد يشذ عن الإنسان بعد إمعان النظر وكثرة التتبع ما لا يدخل في وسعه»
- بين أحوال هؤلاء الرجال حسب طاقته ومبلغ جهده، وحذف كثيرًا من الأقوال والاسانيد طلبًا للاختصار، قال: «إذ لو استوعبنا ذلك، لكان الكتاب من جملة التواريخ الكبار».
- استعمل عبارات دالة على وجود الرجل في الكتب الستة أو في بعضها، فكان يقول: «روى له الجماعة» إذا كان في الكتب الستة، ونحو قوله: «اتفقا عليه» أو «متفق عليه» إذا كان الراوي ممن اتفق على إخراج حديثه البخاري ومسلم في صحيحيهما وأما الباقي فسماه تسمية.
- ابتدأ كتابه بترجمة قصيرة للنبي محمد أخذها بسنده من كتاب سيرة ابن هشام لابن هشام استغرقت صفحة واحدة فقط، وقال في نهايتها: «وقد أفردنا لأحواله صلى الله عليه وسلم مختصرًا لا يستغني طالب الحديث ولا غيره من المسلمين عن مثله».
- أتبع ذلك بفصل من أقوال الائمة في أحوال الرواة والنقلة، أورده بالأسانيد المتصلة إليه استغرق ثمان أوراق.
- أفرد الصحابة عن باقي الرواة، فجعلهم في أول الكتاب، وبدأهم بالعشرة المشهود لهم بالجنة، فكان أولهم أبو بكر الصديق، وأفرد الرجال عن النساء، فأورد الرجال أولًا، ثم أتبعهم بالنساء، ورتب الرواة الباقين على حروف المعجم، وبدأهم بالمحمَّدِين لشرف هذا الاسم.[2]

## الأقوال عن الكتاب
أمتدح العلماء الكتاب، وأثنوا عليه، ذكره ياقوت الحموي في معجم البلدان فقال:«جَوَّدَه جدًا»، وقال الحافظ المِزِّي:«وهو كتاب نفيس، كثير الفائدة، لكن لم يصرف مصنفه رحمه الله عناية إليه حقَّ صرفها ولا استقصى الأسماء التي اشتملت عليها هذه الكتب استقصاءًا تامًا، ولا تتبَّع جميع تراجم الأسماء التي ذكرها في كتابه تتبعًا شافيًا، فحصل في كتابه بسبب ذلك إغفال وإخلال»
فلما وقف على ذلك، عمد إلى تهذيب الكتاب وإصلاح ما وقع فيه من الوهم والاغفال، واستدراك ما حصل فيه من النقص والاخلال، فتتبع الأَسماء التي حصل إغفالها، وكانت الأسماء كثيرة تزيد على مئات عديدة من أسماء الرجال والنساء. ثم وقف على عدة مصنفات للأئمة الستة غير الكتب الستة فوجد أنها تشتمل على أسماء كثيرة ليس لها ذكر في الكتب الستة، ولا في شيء منها، فتتبعها تتبعًا تامًا، وأضافها إلى ما قبلها، فكان مجموع ذلك زيادة على ألف وسبع مئة اسم من الرجال والنساء، فألف كتاب جديد يستند في أسسه على كتاب «الكمال» وسماه: تهذيب الكمال في أسماء الرجال.